# Иван Глигов
Иван Николов Глигов е български просветен деец от късното Българско Възраждане в Източна Македония.

## Биография
Иван Николов Глигов е роден на 26 август 1872 година в разложкото село Белица, тогава в Османската империя. Завършва българското училище в Сяр през 1890 година. Няколко години е учител в Белица. Инициатор е за откриването на прогимназия в Белица. Подгонен от турските власти, през 1903 година напуска Белица и заедно със семейството си се установява да живее във фердинандското село Говежда, където учителствува до смъртта си на 28 юни 1942 година. Носител е на сребърен орден „За гражданска заслуга“. Преди смъртта си пише история на село Говежда, която обхваща времето от 1897 до 1937 г. Ръкописите му се намират в Националната библиотека „Св. св. Кирил и Методий“, а тяхно копие в библиотеката на Народно читалище „Пробуда 1927 г.“ в Говежда.